# 普斯科夫
普斯科夫（羅馬化：Pskov），舊稱普利斯科夫（Плесков），是俄罗斯西北部的一个古城，位于圣彼得堡西南约250公里处。人口约20.7万人，是普斯科夫州的首府。

## 地理
普斯科夫位于普斯科夫湖南部，从莫斯科通向里加的铁路与从圣彼得堡通向基辅的铁路相交。冬天（一月）普斯科夫的气温可以下降到-8至-10 °C，夏天（七月）温度平均在17至18度。

## 历史
普斯科夫是俄罗斯最古老的城市之一。城市最初的名称拼写“Плесков”，可译为“潺潺水流过的[镇]”。它的最早记载来自于903年，记录基辅的伊戈尔娶了一位当地女士。當地人有时會把903年作为建市年份，在2003年舉行一个盛大的禧年庆祝普斯科夫建立1,100周年。
普斯科夫很早就存在了，903年它第一次被提及时，人们称它为“久已存在的”。传说它864年就已属于诺夫哥罗德公国。普斯科夫的第一个王公是弗拉基米尔一世·斯维亚托斯拉维奇的小儿子Sudislav。955年开始被基督化。15世纪这里的圣像画非常有名，16世纪普斯科夫成为一个主教的驻地，一直到19世纪它是一个宗教中心。
12世纪时普斯科夫成为一个独立的公国。
13世纪时，俄罗斯受到拔都的攻击时普斯科夫基本上没有受到影响，但与此同时它不得不对付条顿骑士团的进攻。1240年条顿骑士团占领普斯科夫，但1242年4月5日普斯科夫的反抗击败条顿骑士团。
14世纪，普斯科夫成为普斯科夫共和国的首都。1348年诺夫哥罗德共和国正式确认普斯科夫的独立。几年后，市民会议颁布一部法典（称为普斯科夫宪章），这是伊凡三世在1497年頒佈的法典的主要来源之一。
1510年普斯科夫被纳入莫斯科公国的版图，1582年波兰立陶宛联盟和1615年瑞典的军队都未能攻克这座城市。
从1701年起彼得一世将它建成一座要塞。但同时由于俄罗斯的边界西移，普斯科夫的重要性不断下降。
1917年3月15日（儒略历二月）沙皇尼古拉二世在普斯科夫签署他的逊位声明。1918年2月至11月间德意志帝国占领普斯科夫，1919年9月苏联红军收复普斯科夫。
在蘇聯時期，城市有很大部分进行重建，许多古建筑尤其是教堂被拆毁，讓出空地予新建筑。从1941年7月9日至1944年7月23日纳粹德国军隊再次占领普斯科夫。当它被解放时，市内94%的建筑被摧毁，在战斗和被佔期间29万人逃亡。虽然很大一部分人口在战争中死亡，普斯科夫在戰後仍然是俄罗斯西部一个主要的工业和文化中心。
苏联时期，普斯科夫的大多数修道院和教堂被关闭。从戈尔巴乔夫时期起其宗教活動复苏。许多修道院重新开放或得到修复。

## 产业
现今，普斯科夫重新获得其宗教中心的地位，许多人从俄罗斯各地来该市朝圣。它的周围地区以农业和轻工业为主。

## 人物
- 莫杰斯特·穆索尔斯基，俄罗斯作曲家诞生于此。

## 友好城市
- 法國 阿尔勒